# Miometrio
Nell'anatomia femminile, il miometrio è la tonaca muscolare della parete uterina.

## Anatomia
È compresa fra il perimetrio, la tonaca sierosa più esterna, e l'endometrio, la parte più interna, la tonaca mucosa. È costituito da fibrocellule muscolari lisce in abbondante stroma fibroso che aumenta la consistenza. Si può suddividere in tre strati: quello interno, che presenta fasci di fibre a decorso longitudinale; quello medio, con fasci a decorso obliquo o circolare in grado di occludere i vasi ed evitare quindi emorragie durante il secondamento; infine, lo strato esterno, che è caratterizzato da fasci a decorso longitudinale.
È riccamente vascolarizzato dai rami dell'arteria uterina che formano un fitto plesso nello strato medio, ricco di dispositivi regolatori del flusso.